# Ночь ошибок (телеспектакль)
«Ночь ошибок» — советский телевизионный спектакль, снятый Михаилом Козаковым в 1974 году по мотивам одноимённой пьесы британского писателя О. Голдсмита. Премьера телеспектакля состоялась 29 марта 1975 года на Первой программе центрального телевидения.

## Сюжет
С приездом Чарли Марлоу и его друга в дом достопочтенного мистера Хардкестля, где жили его дочь, воспитанница и пасынок, установилась суматошная неразбериха. Кто из молодых людей в кого влюблён? Кто кого ненавидит? Но «Ночь ошибок» прошла, а утро и любовь всё расставили на свои места.

## В ролях
- Александр Калягин — отец Кэт, мистер Хардкестль
- Антонина Дмитриева — Доротея Хардкестль, его жена
- Олег Даль — Чарли Марлоу
- Леонид Каневский — Джордж Гастингс
- Марина Неёлова — Кэт, мисc Хардкестль
- Елена Сатель — Констанция, племянница миссис Хардкестль
- Константин Райкин — Тони, сын миссис Хардкестль
- Григорий Лямпе — отец Чарли, мистер Марлоу

## Восприятие
В телеспектакле раскрылся талант нескольких актёров. Почти через 20 лет после выхода телеспектакля Станислав Рассадин вспоминал, что в спектакле наряду с блестяще сыгравшими Нееловой, Далем, Калягиным «сверкнул неожиданным обаянием Константин Райкин». Критик отметил, что Козаков пересмотрел в своей постановке авторскую трактовку образа Тони, превратив его в «домашнего бунтовщика», создав персонаж, который вызывал безусловное расположение у зрителя. Режиссёр раскрыл в Райкине как исполнителе «его жизнерадостную энергию», обеспечив успех спектаклю. По воле Козакова произведение Голдсмита повернулось неожиданной стороной — существующий порядок вещей, оказывается, условен. Тони, этот «мещанин из дворянства», своенравно выпадающий из строго очерченного круга правил, его не пугает «слыть деревенщиной и предпочесть приличную партию, на которой настаивает мамаша, девушке из простонародья…».